# Major Barbara
Ne doit pas être confondu avec La Commandante Barbara.
Major Barbara est une pièce en trois actes de l'Irlandais George Bernard Shaw, écrite et créée en 1905 et publiée pour la première fois en 1907. 

## Histoire
L'histoire concerne une jeune femme idéaliste, Barbara Undershaft, engagée à aider les pauvres en tant que major de l'Armée du salut à Londres. Pendant de nombreuses années, Barbara et ses frères et sœurs ont été séparés de leur père, Andrew Undershaft, qui leur réapparaît comme un fabricant de munitions riche et prospère. Undershaft, le père, donne de l'argent à l'Armée du salut, ce qui offense le major Barbara, qui ne veut pas être liée à sa richesse « entachée ». Cependant, le père soutient que la pauvreté est un problème pire que les munitions et affirme qu'il fait plus pour aider la société en donnant à ses travailleurs des emplois et un revenu stable que le major Barbara ne fait pour les aider en leur donnant du pain et de la soupe.
Le scénario de la pièce reprend plusieurs mouvements « shaviens » typiques en manquant d'apostrophes sur les contractions et autres signes de ponctuation, en ayant un essai d'introduction didactique expliquant les thèmes de la pièce et en contournant certaines règles du scénario de la pièce à des fins littéraires ; par exemple, deux personnages sont répertoriés comme "La femme" et "L'homme" avant que Shaw ne leur donne des noms, pour un effet dramatique. De plus, les phrases en anglais dialectal sont écrites phonétiquement (Bill Walker se moque : "Wot prawce selvytion nah?" , "Quel prix le salut maintenant ?").

## Situation
- À Londres.
- Acte I : la maison de Lady Britomart à Wilton Crescent.
- Acte II : le refuge de l'Armée du salut à West Ham.
- Acte III : la maison de Lady Britomart, puis à l'usine de munitions Undershaft à Perivale St.Andrews

## Synopsis
Un officier de l'Armée du salut, le major Barbara Undershaft, est désillusionnée lorsque sa dénomination chrétienne accepte de l'argent d'un fabricant d'armement (son père) et d'un distillateur de whisky. Elle décide finalement qu'apporter un message de salut aux personnes aisées sera plus épanouissant et authentique que de convertir les affamés en échange de pain.
Bien que Barbara considère initialement l'acceptation par l'Armée du salut de l'argent d'Undershaft comme de l'hypocrisie, Shaw n'avait pas l'intention que cela devrait être pensé ainsi par le public. Shaw a écrit une préface pour la publication de la pièce, dans laquelle il tourne en dérision l'idée que les organismes de bienfaisance ne devraient prendre de l'argent que de sources « moralement pures », arguant que l'utilisation de l'argent au profit des pauvres aura plus d'avantages pratiques que les subtilités éthiques. Il souligne que les dons peuvent toujours être utilisés à bon escient quelle que soit leur provenance, et il cite un officier de l'Armée du salut : « ils prendraient de l'argent au diable lui-même et seraient trop heureux de le retirer de ses mains et de le remettre à Dieu ».

## Production
La pièce est produite pour la première fois au Court Theatre de Londres en 1905 par J.E. Vedrenne et Harley Granville-Barker. Ce dernier joue également Cusins, aux côtés de Louis Calvert, Clare Greet, Edmund Gwenn, Oswald Yorke et Annie Russell. 
Aux États-Unis, la première a eu lieu à Broadway, au Playhouse Theatre le 9 décembre 1915.
Une adaptation cinématographique sortie en 1941 est réalisée par Gabriel Pascal, avec Wendy Hiller, Rex Harrison et Robert Morley dans les rôles principaux.
Une production de Broadway en 1956 avec Charles Laughton et Burgess Meredith est mentionnée dans la discussion qui a suivi l'apparition de Laughton dans l'émission What's My Line? le 25 novembre 1956. Meredith faisait partie du panel.